# Mon musée imaginaire
 (novembre 2024).
Mon musée imaginaire, ou les chefs-d'œuvre de la peinture italienne est un livre d'histoire de l'art de l'historien français Paul Veyne, publié le 1er octobre 2010 chez Albin Michel. Dédié à André Piganiol, Pierre Boyancé, Claude Roy et Michel Foucault, l'ouvrage est un musée imaginaire de la peinture italienne où un total de 255 œuvres sont commentées.

## Salles du musée imaginaire
Chacun des 33 chapitres du livre est la description d'une salle thématique imaginée par l'auteur.
| Salle        | Nom de la salle                        | Page |
| ------------ | -------------------------------------- | ---- |
|              | Prologue                               | 6    |
| SALLE I      | Le commencement                        | 10   |
| SALLE II     | Giotto                                 | 22   |
| SALLE III    | Assise, Giotto, saint François         | 36   |
| SALLE IV     | Sienne et Florence au Trecento         | 48   |
| SALLE V      | Le gothique international et Uccello   | 62   |
| SALLE VI     | Masaccio                               | 74   |
| SALLE VII    | Fra Angelico                           | 88   |
| SALLE VIII   | Piero della Francesca                  | 106  |
| SALLE IX     | À travers le Quattrocento              | 122  |
| SALLE X      | Mantegna, Antonello, Melozzo           | 146  |
| SALLE XI     | Signorelli, Carpaccio                  | 164  |
| SALLE XII    | Giovanni Bellini (Giambellino)         | 176  |
| SALLE XIII   | Botticelli                             | 194  |
| SALLE XIV    | Léonard de Vinci                       | 214  |
| SALLE XV     | Michel-Ange peintre                    | 230  |
| SALLE XVI    | Raphaël                                | 246  |
| SALLE XVII   | Giorgione                              | 262  |
| SALLE XVIII  | Le XVie siècle classique               | 272  |
| SALLE XIX    | Le Corrège                             | 286  |
| SALLE XX     | Irréguliers ou maniéristes             | 294  |
| SALLE XXI    | Le Titien                              | 306  |
| SALLE XXII   | À travers le Cinquecento               | 336  |
| SALLE XXIII  | Lorenzo Lotto                          | 35   |
| SALLE XXIV   | Jacopo Bassano                         | 366  |
| SALLE XXV    | Véronèse                               | 372  |
| SALLE XXVI   | Tintoret                               | 390  |
| SALLE XXVII  | Le Caravage                            | 412  |
| SALLE XXVIII | La suite du Caravage                   | 434  |
| SALLE XXIX   | Guido Reni (le Guide)                  | 440  |
| SALLE XXX    | Bernardo Cavallino                     | 452  |
| SALLE XXXI   | À travers le Seicento et le Settecento | 458  |
| SALLE XXXII  | Piazetta, Tiepolo                      | 474  |
| SALLE XXXIII | Les Vedutisti                          | 486  |
|              | Épilogue                               | 492  |
|              | Repères bibliographiques               | 494  |